# Bolat Nijasymbetow
Bolat Kengesbekuly Nijasymbetow (kasachisch Болат Кеңесбекұлы Ниязымбетов, russisch Болат Кенесбекович Ниязымбетов Bolat Kenesbekowitsch Nijasymbetow; * 19. September 1972 in Taras) ist ein ehemaliger kasachischer Boxer und Verdienter Meister des Sports der Republik Kasachstan. Nijasymbetow war Asienmeister 1994 und 1995 und Bronzemedaillengewinner der Asienspiele 1995 und der Olympischen Spiele 1996.

## Karriere
1994 belegte Nijasymbetow beim Weltcup in Bangkok im Halbweltergewicht (-63,5 kg) den dritten Platz hinter Oktay Urkal, Deutschland, und Abdellah Benbiar, Marokko. Im selben Jahr wurde er Asienmeister in Teheran und Bronzemedaillengewinner der Asienspiele. 1995 verteidigte er seinen Titel bei den Asienmeisterschaften, schied jedoch bei den Weltmeisterschaften im Viertelfinale gegen Nurhan Süleymanoğlu, Türkei (9:4), aus.
Beim Chemiepokal 1996 in Halle (Saale) verlor er im Halbfinale gegen den amtierenden Weltmeister Héctor Vinent, Kuba (14:4). Auf genau diesen traf er auch im Halbfinale der Olympischen Spiele 1996. Nach Siegen über Carlos Martinez, Mexiko (25:3), Davis Mwale, Sambia (11:3), und Babak Moghimi, Iran (13:7), verlor er gegen Vinent (23:6) und gewann damit die olympische Bronzemedaille.
Nach diesem großen Erfolg beendete Nijasymbetow, erst 24-jährig, seine Karriere.